# Ứng Hòe
Ứng Hoè là một xã thuộc huyện Ninh Giang, tỉnh Hải Dương, Việt Nam.

## Địa lý
Xã Ứng Hòe nằm ở phía bắc huyện Ninh Giang, có vị trí địa lý:
- Phía đông giáp huyện Tứ Kỳ
- Phía tây giáp xã Hồng Đức
- Phía nam giáp xã Nghĩa An và xã Vạn Phúc
- Phía bắc giáp huyện Tứ Kỳ.

Xã Ứng Hòe có diện tích 10,68 km², dân số năm 2018 là 12.053 người, mật độ dân số đạt 1.129 người/km².

## Lịch sử
Xã Ứng Hòe trước đây vốn là ba xã: Ninh Hòa, Quyết Thắng và Ứng Hòe.
Trước khi sáp nhập, xã Ứng Hoè có diện tích 4,31 km², dân số là 6.270 người, mật độ dân số đạt 1.455 người/km². Xã Ninh Hòa có diện tích 2,93 km², dân số là 2.438 người, mật độ dân số đạt 832 người/km². Xã Quyết Thắng có diện tích 3,44 km², dân số là 3.345 người, mật độ dân số đạt 972 người/km².
Ngày 16 tháng 10 năm 2019, Ủy ban Thường vụ Quốc hội ban hành Nghị quyết số 788/NQ-UBTVQH14 về việc sắp xếp các đơn vị hành chính cấp huyện, cấp xã thuộc tỉnh Hải Dương (nghị quyết có hiệu lực từ ngày 1 tháng 12 năm 2019). Theo đó, sáp nhập toàn bộ diện tích và dân số của hai xã Ninh Hòa và xã Quyết Thắng vào xã Ứng Hòe.

## Di tích
- Nhà thờ Công giáo xứ Đồng Vạn
- Đình làng Đỗ Xá
- Chùa Sùng Quang